# Alan Mannus
Alan Mannus (Toronto, 19 maggio 1982) è un ex calciatore canadese naturalizzato nordirlandese, di ruolo portiere.

## Carriera

### Club
Il 25 ottobre 2003, in una partita di Irish Premier League contro l'Omagh Town, ha segnato un gol direttamente dalla sua area, con la palla che è rimbalzata sopra la testa del portiere avversario Gavin Cullen ed è finita in rete.

### Nazionale
Viene convocato per gli Europei 2016 in Francia.

## Statistiche

### Cronologia presenze e reti in nazionale
| Cronologia completa delle presenze e delle reti in nazionale ― Irlanda del Nord | Cronologia completa delle presenze e delle reti in nazionale ― Irlanda del Nord | Cronologia completa delle presenze e delle reti in nazionale ― Irlanda del Nord | Cronologia completa delle presenze e delle reti in nazionale ― Irlanda del Nord | Cronologia completa delle presenze e delle reti in nazionale ― Irlanda del Nord | Cronologia completa delle presenze e delle reti in nazionale ― Irlanda del Nord | Cronologia completa delle presenze e delle reti in nazionale ― Irlanda del Nord | Cronologia completa delle presenze e delle reti in nazionale ― Irlanda del Nord |
| Data                                                                            | Città                                                                           | In casa                                                                         | Risultato                                                                       | Ospiti                                                                          | Competizione                                                                    | Reti                                                                            | Note                                                                            |
| ------------------------------------------------------------------------------- | ------------------------------------------------------------------------------- | ------------------------------------------------------------------------------- | ------------------------------------------------------------------------------- | ------------------------------------------------------------------------------- | ------------------------------------------------------------------------------- | ------------------------------------------------------------------------------- | ------------------------------------------------------------------------------- |
| 6-6-2004                                                                        | Bacolet                                                                         | Trinidad e Tobago                                                               | 0 – 3                                                                           | Irlanda del Nord                                                                | Amichevole                                                                      | -                                                                               | 83’                                                                             |
| 6-2-2008                                                                        | Belfast                                                                         | Irlanda del Nord                                                                | 0 – 1                                                                           | Bulgaria                                                                        | Amichevole                                                                      | -                                                                               | 83’                                                                             |
| 26-3-2008                                                                       | Belfast                                                                         | Irlanda del Nord                                                                | 4 – 1                                                                           | Georgia                                                                         | Amichevole                                                                      | -                                                                               | 80’                                                                             |
| 6-6-2009                                                                        | Pisa                                                                            | Italia                                                                          | 3 – 0                                                                           | Irlanda del Nord                                                                | Amichevole                                                                      | -1                                                                              | 62’                                                                             |
| 6-2-2013                                                                        | Ta' Qali                                                                        | Malta                                                                           | 0 – 0                                                                           | Irlanda del Nord                                                                | Amichevole                                                                      | -                                                                               |                                                                                 |
| 15-11-2013                                                                      | Adana                                                                           | Turchia                                                                         | 1 – 0                                                                           | Irlanda del Nord                                                                | Amichevole                                                                      | -                                                                               | 46’                                                                             |
| 5-3-2014                                                                        | Nicosia                                                                         | Cipro                                                                           | 0 – 0                                                                           | Irlanda del Nord                                                                | Amichevole                                                                      | -                                                                               | 46’                                                                             |
| 27-5-2016                                                                       | Belfast                                                                         | Irlanda del Nord                                                                | 3 – 0                                                                           | Bielorussia                                                                     | Amichevole                                                                      | -                                                                               | 46’                                                                             |
| 15-11-2016                                                                      | Belfast                                                                         | Irlanda del Nord                                                                | 0 – 3                                                                           | Croazia                                                                         | Amichevole                                                                      | -3                                                                              |                                                                                 |
| Totale                                                                          |                                                                                 | Presenze                                                                        | 9                                                                               |                                                                                 | Reti                                                                            | -4                                                                              |                                                                                 |

## Palmarès

### Club

#### Competizioni nazionali
- Campionato nordirlandese: 5

Linfield: 2000-2001, 2003-2004, 2005-2006, 2006-2007, 2007-2008
- Coppa dell'Irlanda del Nord: 4

Linfield: 2001-2002, 2005-2006, 2006-2007, 2007-2008
- Coppa di Lega nordirlandese: 2

Linfield: 2005-2006, 2007-2008
- Setanta Sports Cup: 1

Linfield: 2005
- Campionato irlandese: 4

Shamrock Rovers: 2010, 2011, 2021, 2022
- Coppa di Scozia: 1

St. Johnstone: 2013-2014
- Coppa d'Irlanda: 1

Shamrock Rovers: 2019
- Supercoppa d'Irlanda: 1

Shamrock Rovers: 2022